# ديفيد إس. إيفانز
ديفيد إس. إيفانز (بالإنجليزية: David S. Evans)‏ هو اقتصادي أمريكي، ولد في 1954.